# Jan Shearer
Janet "Jan" Lee Shearer (Dunedin, 17 de julho de 1958) é uma velejadora neo-zelandesa.

## Carreira
Jan Shearer representou seu país nos Jogos Olímpicos de 1988, 1992 e 1996, na qual conquistou a medalha de prata na classe 470. 